# Productivitatea ecosistemului
Productivitatea ecosistemului reprezintă capacitatea unui  ecosistem de a produce  biomasă.